# Панченко Григорій Мусійович
Григорій Мусійович Панченко (21 січня 1930, село Потік, Миронівський район, Київська область — 2014) — український поет, автор кількох збірок поезій.

## Життєпис
Народився в родині селян. Батько — Мусій Павлович Панченко, колгоспний рахівник у 1932 році трагічно загинув. Мати, Афанасія Купріянівна працювала в колгоспі, прожила 102 роки.
Закінчив Потоківську школу, Миронівський сільськогосподарський технікум (село Маслівка), працював агрономом у Бродівському районі Львівщини. Служив у армії (Прибалтика і Приморський край). Проживав у селі Македони Ржищівського району. Закінчив школу робітничої молоді. Навчався в Київському будівельному інституті, там же працював монтажником, майстром, виконробом.
З 1963 року працює заступником директора Київської однорічної школи майстрів-будівельників. У 1966—1982 роках — заступником директора виробничо-технічного училища. У 1982—1998 — у Ржищівському будівельному технікумі.
Працював заступником директора ПТУ № 14 (нині Ржищівський індустріально-педагогічний технікум)

## Творчість
Під час служби у військах друкувався в армійській пресі. Автор збірок поезій:
- «Чи можна взятись за перо» (2006);
- «Чарівне джерело» (2008);
- «Узори долі» (2009);
- «Прожить — як пісню проспівати» (2010).

## Сім'я
Дружина — Ганна Кононівна Панченко (з дому Дмитренко, народилася в селі Пиї Ржищівського району, померла в 2005 у Дніпропетровську), син Панченко Володимир Григорович (1962) — український громадський діяч і підприємець.

## Пам'ять
2015 року у Ржищеві, місті де тривалий час працював поет, було проведено Всеукраїнський літературний конкурс пам'яті Григорія та Ганни Панченків, участь в якому взяли 79 учасників із 200 творами.